# Seravezza
Seravezza é uma comuna italiana da região da Toscana, província de Lucca, com cerca de 12.575 habitantes. Estende-se por uma área de 39 km², tendo uma densidade populacional de 322 hab/km². Faz fronteira com Forte dei Marmi, Massa (MS), Montignoso (MS), Pietrasanta, Stazzema.

## Demografia
| Variação demográfica do município entre 1861 e 2011                               |
|                                                                                   |
| Fonte: Istituto Nazionale di Statistica (ISTAT) - Elaboração gráfica da Wikipedia |